# Iconografía biográfica de Guipúzcoa
Iconografía biográfica de Guipúzcoa ―que lleva por subtítulo Galería de retratos de guipuzcoanos distinguidos coleccionados, dibujados a pluma y expuestos con una relación compendiada de los hechos más culminantes de cada figura― es un diccionario biográfico de Francisco López Alén, publicado en 1898 por la imprenta de J. Baroja e Hijo.

## Descripción

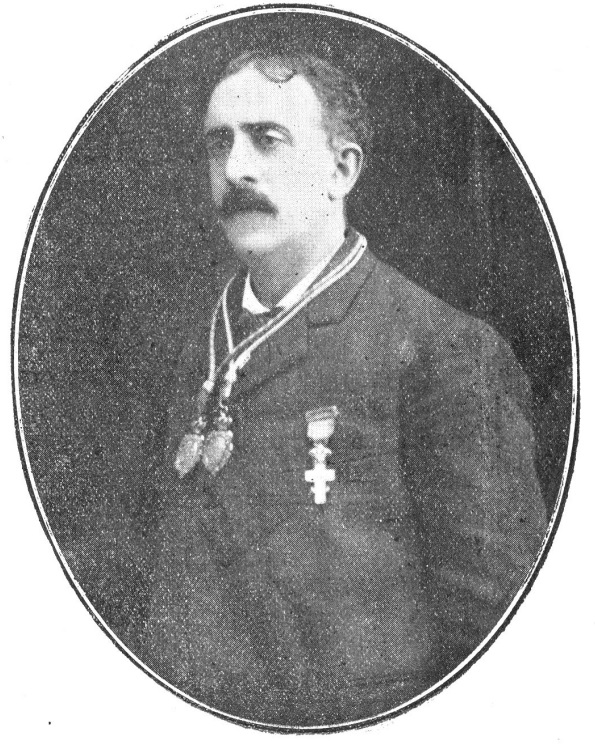
El autor del libro, Francisco López Alén

La obra, que el autor dedica a sus padres, José López de Aizpuru y Manuela Alén de Azubia, recoge, en el orden que sigue, retazos biográficos de Antonio de Gastañeta, Valentín de Olano, Domenjón González de Andía, Joaquín María de Ferrer, Andrés de Urdaneta, Rafael de Echagüe, Baltasar de Echave Orio, Pablo Gorosabel, Francisco de Echeveste, Policarpo de Balzola, Blas de Lezo, Padre Lerchundi, Joaquín de Barroeta-Aldamar, Antonio de Oquendo, José Francisco de Iturzaeta, José María Zubía, Alonso de Idiáquez, José Francisco Aizquíbel, Francisco de Lersundi, Xavier María de Munibe e Idiáquez, Juan José Santesteban, Gaspar de Jáuregui, Vicente de Manterola, Luis Manuel de Zañartu, Esteban de Garibay, Antonio Peña y Goñi, san Ignacio de Loyola, Melchor Sánchez de Toca, Lope Martínez de Isasti, José Manterola, Cosme Damián Churruca, Julián de Lizardi, José Joaquín de Ferrer, Tomás de Zumalacárregui, Indalecio Bizcarrondo, Juan Sebastián Elcano, Nicolás de Soraluce, Miguel López de Legazpi, Agustín de Cardaberaz, Joaquín Jamar, Manuel de Larramendi, Monja Alférez, Juan Manuel Besnes, Gabriel de Mendizábal y José María Iparraguirre. Todos ellos van acompañados de un retrato. El autor señala en la introducción al libro que lo compuso «impulsado por el amor de la patria» y con el objetivo de recopilar en él «cuantos retratos pudiera hallar conforme á la índole de tal trabajo, y que hasta el día estuvieron desparramados en uno y otro lugar, muchísimos de ellos ignorados, y expuestos seguramente á la desaparición».
«Cuarenta y cinco son las biografías contenidas en el libro del señor Alén, todas muy breves, como parece requerirlo el propósito de su autor, pues que de otro modo el trabajo alcanzaría proporciones que lo harían no solo de rara lectura, sino hasta inasequible en una provincia tan reducida y pobre», reseña José Gómez de Arteche, a quien la Real Academia de la Historia, de la que era académico, le encomendó en 1899 repasar la obra recién publicada. En esas palabras, que luego se publicaron también en la revista Euskal-Erria, de la que el propio López Alén era por entonces director, Gómez de Arteche apunta que el libro es «utilísimo para la instrucción de la juventud guipuzcoana, y en general de la española toda».